# Одбојка на Летњим олимпијским играма
Одбојка се на Олимпијским играма први пут појавила у службеном програму на Олимпијским играма у Токију 1964. године и то истовремено у мушкој и женској конкуренцији. Иако је било планирано да одбојка буде демонстрациони спорт на Олимпијским играма у Хелсинкију 1952. године, промоција је ипак отказана. У Токију 1964. Совјети су приказали најбољу игру и освојили златну медаљу, док је у женској конкуренцији Јапан победио Совјетски Савез. Као најуспешнија репрезентација током историје код одбојкаша се истакла Русија са укупно 10 медаља, од чега четири златне. С друге стране, Рускиње су такође најуспешније са осам медаља. На Олимпијским играма у Атланти 1996. године у програм је укључена и одбојка на песку, за мушкарце и за жене.

## Мушкарци

### Освајачи медаља
| Година       | Домаћин        | Финале           | Финале       | Финале          | Меч за треће место | Меч за треће место | Меч за треће место |
| Година       | Домаћин        | Злато            | Резултат     | Сребро          | Бронза             | Резултат           | Четврто место      |
| ------------ | -------------- | ---------------- | ------------ | --------------- | ------------------ | ------------------ | ------------------ |
| 1964. детаљи | Токио          | Совјетски Савез  | Берг. систем | Чехословачка    | Јапан              | Берг. систем       | Румунија           |
| 1968. детаљи | Мексико сити   | Совјетски Савез  | Берг. систем | Јапан           | Чехословачка       | Берг. систем       | Источна Немачка    |
| 1972. детаљи | Минхен         | Јапан            | 3:1          | Источна Немачка | Совјетски Савез    | 3:0                | Бугарска           |
| 1976. детаљи | Монтреал       | Пољска           | 3:2          | Совјетски Савез | Куба               | 3:0                | Јапан              |
| 1980. детаљи | Москва         | Совјетски Савез  | 3:1          | Бугарска        | Румунија           | 3:1                | Пољска             |
| 1984. детаљи | Лос Анђелес    | Сједињене Државе | 3:0          | Бразил          | Италија            | 3:0                | Канада             |
| 1988. детаљи | Сеул           | Сједињене Државе | 3:1          | Совјетски Савез | Аргентина          | 3:2                | Бразил             |
| 1992. детаљи | Барселона      | Бразил           | 3:0          | Холандија       | Сједињене Државе   | 3:1                | Куба               |
| 1996. детаљи | Атланта        | Холандија        | 3:2          | Италија         | Југославија        | 3:1                | Русија             |
| 2000. детаљи | Сиднеј         | Југославија      | 3:0          | Русија          | Италија            | 3:0                | Аргентина          |
| 2004. детаљи | Атина          | Бразил           | 3:1          | Италија         | Русија             | 3:0                | Сједињене Државе   |
| 2008. детаљи | Пекинг         | Сједињене Државе | 3:1          | Бразил          | Русија             | 3:0                | Италија            |
| 2012. детаљи | Лондон         | Русија           | 3:2          | Бразил          | Италија            | 3:1                | Бугарска           |
| 2016. детаљи | Рио де Жанеиро | Бразил           | 3:0          | Италија         | Сједињене Државе   | 3:2                | Русија             |
| 2020. детаљи | Токио          |                  |              |                 |                    |                    |                    |

### Биланс медаља
Стање након Олимпијских игара 2016.
| Држава           |    |    |    |    |
| ---------------- | -- | -- | -- | -- |
| Русија           | 4  | 3  | 3  | 10 |
| Бразил           | 3  | 3  | 0  | 6  |
| Сједињене Државе | 3  | 0  | 2  | 5  |
| Јапан            | 1  | 1  | 1  | 3  |
| Холандија        | 1  | 1  | 0  | 2  |
| Југославија      | 1  | 0  | 1  | 2  |
| Пољска           | 1  | 0  | 0  | 1  |
| Италија          | 0  | 3  | 3  | 6  |
| Чехословачка     | 0  | 1  | 1  | 2  |
| Бугарска         | 0  | 1  | 0  | 1  |
| Источна Немачка  | 0  | 1  | 0  | 1  |
| Аргентина        | 0  | 0  | 1  | 1  |
| Куба             | 0  | 0  | 1  | 1  |
| Румунија         | 0  | 0  | 1  | 1  |
| Укупно           | 14 | 14 | 14 | 42 |

## Жене

### Освајачице медаља
| Година       | Домаћин        | Финале          | Финале       | Финале                              | Меч за треће место | Меч за треће место | Меч за треће место |
| Година       | Домаћин        | Злато           | Резултат     | Сребро                              | Бронза             | Резултат           | Четврто место      |
| ------------ | -------------- | --------------- | ------------ | ----------------------------------- | ------------------ | ------------------ | ------------------ |
| 1964. детаљи | Токио          | Јапан           | Берг. систем | Совјетски Савез                     | Пољска             | Берг. систем       | Румунија           |
| 1968. детаљи | Мексико сити   | Совјетски Савез | Берг. систем | Јапан                               | Пољска             | Берг. систем       | Перу               |
| 1972. детаљи | Минхен         | Совјетски Савез | 3:2          | Јапан                               | Северна Кореја     | 3:0                | Јужна Кореја       |
| 1976. детаљи | Монтреал       | Јапан           | 3:0          | Совјетски Савез                     | Јужна Кореја       | 3:1                | Мађарска           |
| 1980. детаљи | Москва         | Совјетски Савез | 3:1          | Источна Немачка                     | Бугарска           | 3:2                | Мађарска           |
| 1984. детаљи | Лос Анђелес    | Кина            | 3:0          | Сједињене Државе                    | Јапан              | 3:1                | Перу               |
| 1988. детаљи | Сеул           | Совјетски Савез | 3:2          | Перу                                | Кина               | 3:0                | Јапан              |
| 1992. детаљи | Барселона      | Куба            | 3:1          | Уједињени тим на олимпијским играма | Сједињене Државе   | 3:0                | Бразил             |
| 1996. детаљи | Атланта        | Куба            | 3:1          | Кина                                | Бразил             | 3:2                | Русија             |
| 2000. детаљи | Сиднеј         | Куба            | 3:2          | Русија                              | Бразил             | 3:0                | Сједињене Државе   |
| 2004. детаљи | Атина          | Кина            | 3:2          | Русија                              | Куба               | 3:1                | Бразил             |
| 2008. детаљи | Пекинг         | Бразил          | 3:1          | Сједињене Државе                    | Кина               | 3:1                | Куба               |
| 2012. детаљи | Лондон         | Бразил          | 3:1          | Сједињене Државе                    | Јапан              | 3:0                | Јужна Кореја       |
| 2016. детаљи | Рио де Жанеиро | Кина            | 3:1          | Србија                              | Сједињене Државе   | 3:1                | Холандија          |
| 2020. детаљи | Токио          |                 |              |                                     |                    |                    |                    |

### Биланс медаља
Стање након Олимпијских игара 2016.
| Држава                              |    |    |    |    |
| ----------------------------------- | -- | -- | -- | -- |
| Русија                              | 4  | 4  | 0  | 8  |
| Кина                                | 3  | 1  | 2  | 6  |
| Куба                                | 3  | 0  | 1  | 4  |
| Јапан                               | 2  | 2  | 2  | 6  |
| Бразил                              | 2  | 0  | 2  | 4  |
| Сједињене Државе                    | 0  | 3  | 2  | 5  |
| Источна Немачка                     | 0  | 1  | 0  | 1  |
| Перу                                | 0  | 1  | 0  | 1  |
| Србија                              | 0  | 1  | 0  | 1  |
| Уједињени тим на олимпијским играма | 0  | 1  | 0  | 1  |
| Пољска                              | 0  | 0  | 2  | 2  |
| Бугарска                            | 0  | 0  | 1  | 1  |
| Јужна Кореја                        | 0  | 0  | 1  | 1  |
| Северна Кореја                      | 0  | 0  | 1  | 1  |
| Укупно                              | 14 | 14 | 14 | 42 |

## Србија на олимпијским играма
Мушка сениорска репрезентација Србије до сада (2019) је учествовала шест пута на најважнијем спортском такмичењу. Дебитовала је 1980. у Москви, када је освојила шесто место. Највећи успех је златна медаља у Сиднеју 2000, као и бронза 1996. у Атланти. Поред две медаље, освојена су пета места, 2004. у Атину и 2008. у Пекингу, поред девете позиције у Лондону 2012.
Женска селекција Србија играла је три пута, а најбољи резултат је сребрна медаља на Олимпијским играма у Рију, које су одржане 2016. У Лондон је освојено 11. место, а у Пекингу 2008. пето.

## Одбојкашка правила
Екипа мора из највише три додира да пребаци лопту на противничку страну терена, али један играч не сме два пута заредом да додирне лопту. Осим у случају, ако је претходно блокирао противника, тада су дозвољена четири додира (блок и још три одигравања). Одбојка се игра на терену димензија 18 са 9 метара, а на средини терена налази се мрежа, која у зависности од пола, може да буде 243 cm за мушкарце и 224 cm за жене. На удаљености три метра од мреже, налази се линија три метра, која дели играче на мрежи и играче иза линије три метра.
Јако је битно и правило пецања, које се мењало током година. Данас се грешком сматра ако било којим делом тела додирнете мрежу.

### Правило ротације
Најважније правило које важи у одбојци је правило ротације. Играчи који се налазе на терену морају да се ротирају у смеру казаљке на сату, али само после освојеног поена.
Јако је важно да тим у сваком тренутку зна ко би требало да сервира. Уколико погрешан играч сервира, екипа аутоматски губи поен или поене, ако је грешка установљена касније. Ако играч пре противничког сервиса направи промену у пољу, свира се погрешна постава. Наравно, играчи из друге линије и играчи на мрежи не могу да мењају позиције. Правило ротације такође може да приближи зашто техничар повремено изгледа као да се крије иза саиграча.
После Олимпијских игара у Атланти 1996, а од Олимпијских игара у Сиднеју 2000. уведено је правило да се играју три сета до 25 поена уз пети сет, познатији као тај – брејк, који се игра до 15. Према некадашњим правилима поен је могла да освоји само екипа која је сервирала.

### Либеро
Олимпијске игре у Аустралији 2000. донеле су још једну промену. Репрезентације су могле по први пут да користе либера, играча за другу линију. Правила прописују да он има ограничење и да може само да игра у одбрани и на пријему сервиса. Није му дозвољено да скаче у блоку, осваја поене и сервира.

## Занимљивости
Занимљиво је да поред одбојке на песку, постоји шанса да још један вид овог спорта добије олимпијску верзију. На Зимским олимпијским играма 2018. у Пјончангу, направљена је промоција одбојке на снегу. Један од промотера, био је и Владимир Грбић, прослављени српски одбојкаш.
Један од најбољих потеза Олимпијских игара у Сиднеју 2000, догодио се у финалној утакмици између Југославије и Русије. Владимир Грбић је после сервиса Романа Јаковљева прескочио рекламе, вратио лопту у игру и у наставку акције блоком зауставио Јаковљева.